# Liste der Stolpersteine in Alheim

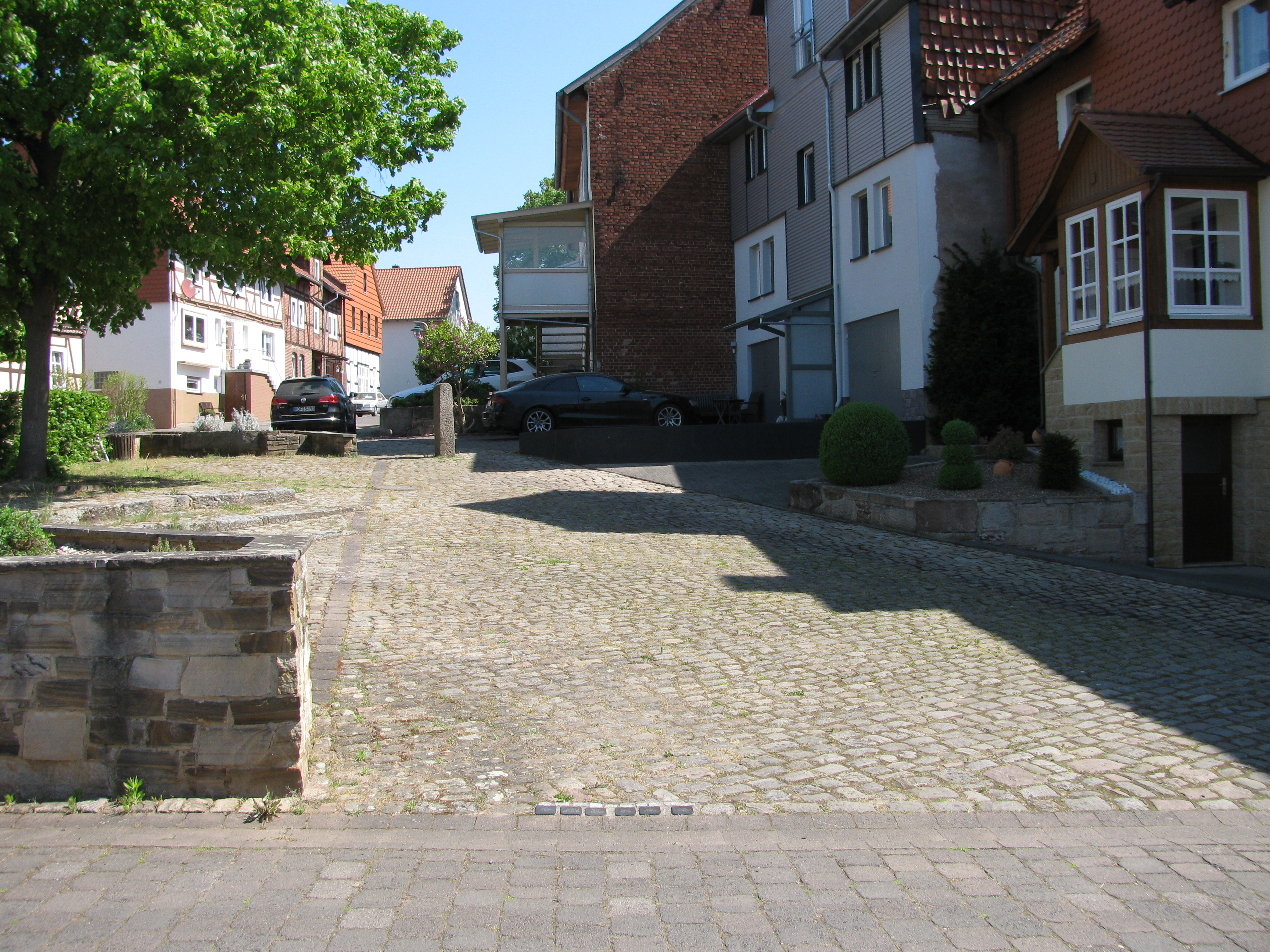
Die Stolpersteine in Heinebach

Die Liste der Stolpersteine in Alheim umfasst die Stolpersteine, die vom deutschen Künstler Gunter Demnig in der hessischen Gemeinde Alheim verlegt wurden. Stolpersteine sind Opfern des Nationalsozialismus gewidmet, all jenen, die vom NS-Regime drangsaliert, deportiert, ermordet, in die Emigration oder in den Suizid getrieben wurden. Demnig verlegt für jedes Opfer einen eigenen Stein, im Regelfall vor dem letzten selbst gewählten Wohnsitz.
Die ersten, bislang einzigen Verlegungen in dieser Gemeinde fanden am 4. Mai 2019 statt, initiiert von Steve North, dessen Vorfahren über Generationen hinweg Teil der jüdischen Gemeinde von Alheim waren, ehe sie vor den Nationalsozialisten fliehen mussten.

## Verlegte Stolpersteine
In Heinebach wurden bislang fünf Stolpersteine und ein Kopfstein verlegt. (Stand: April 2022)
| Stolperstein | Übersetzung                                                         | Verlegeort | Name, Leben                                                  |
| ------------ | ------------------------------------------------------------------- | ---------- | ------------------------------------------------------------ |
|              | EHEMALIGE KIRCHSTRASSE 41 WOHNTE                                    | Kirchweg · | Kopfstein                                                    |
|              | BARUCH KATZ JG. 1858 FLUCHT 1934 USA                                | Kirchweg · | Baruch Katz (geboren 1858)                                   |
|              | SARA KATZ GEB. NUSSBAUM JG. 1866 FLUCHT 1934 USA                    | Kirchweg · | Sara Katz geb. Nussbaum (geboren 1866)                       |
|              | SIEGFRIED BACHENHEIMER JG. 1900 FLUCHT 1934 USA                     | Kirchweg · | Siegfried Bachenheimer (geboren 1900)                        |
|              | BRUNHILDE 'BUNNY' BACHENHEIMER VERH. NORTH JG. 1929 FLUCHT 1934 USA | Kirchweg · | Brunhilde Bachenheimer (geboren 1929), später verehel. North |
|              | JENNY BACHENHEIMER JG. 1902 FLUCHT 1934 USA                         | Kirchweg · | Jenny Bachenheimer geb. Katz (geboren 1902)                  |

## Verlegedatum
- 4. Mai 2019